# Genevieve O'Reilly
Genevieve O'Reilly (Dublín, 6 de gener de 1977) és una actriu irlandesa. És coneguda pel seu treball a la franquícia de Star Wars com a Mon Mothma, després d'haver interpretat el personatge a La venjança dels Sith, Rogue One i les sèries de Disney+ Andor i Ahsoka, així com el seu paper de veu com a personatge de Star Wars Rebels i com a Moira a Overwatch.
Al costat de les seves aparicions a la televisió, O'Reilly també és coneguda per la seva carrera en pel·lícules amb crèdits com la pel·lícula Avatar de 2004 en la qual va interpretar Dash MacKenzie, el drama d'època del 2009 La reina Victòria en què va interpretar a Lady Flora Hastings i la pel·lícula romàntica de 2010 Forget Me Not on va interpretar a Eve. El 2016, O'Reilly va aparèixer en el paper de la mare de Tarzan a La llegenda de Tarzan.

## Primers anys i educació
O'Reilly va néixer el 6 de gener de 1977 a Dublín, Irlanda, i es va criar a Adelaide, Austràlia. És la gran de quatre germans. A l'edat de vint anys, O'Reilly es va traslladar a Sydney per assistir a l'Institut Nacional d'Art Dramàtic, graduant-se l'any 2000.

## Vida personal
El 2005, es va traslladar al Regne Unit amb el seu marit, Luke Mulvihill, i viu a East London. Tenen dos fills: un fill i una filla.

## Carrera

### Teatre
O'Reilly va ser elegida com a acompanyant de la producció de The White Devil del director Gale Edwards una setmana després de graduar-se a l'escola de teatre. Va aparèixer a la producció de la Sydney Theatre Company d'Edwards The Way of the World. Altres crèdits teatrals inclouen The Weir de Conor McPherson, al Gate Theatre, Dublín, i Ricard II al Old Vic. Els darrers papers al Royal National Theatre van ser en una nova obra, Mike Bartlett 13, i com Helena, esposa de l'emperador Julian d'Andrew Scott a la producció del 2011 de l'èpica Emperor and Galilean d'Ibsen. El juliol de 2012, O'Reilly va actuar a The Doctor's Dilemma de George Bernard Shaw.
El 2015 va interpretar a Kathryn a Splendor d'Abi Morgan al Donmar Warehouse.
El 2017, va interpretar Mary Carney a The Ferryman, primer al Royal Court Theatre i més tard al Gielgud Theatre del West End de Londres.

### Pel·lícules
O'Reilly ha aparegut en diverses produccions rodades a Austràlia, incloses les dues primeres seqüeles de Matrix. També va participar en la pel·lícula de ciència-ficció de Singapur del 2004 Avatar, interpretant el paper principal de Dash MacKenzie.

#### La guerra de les galàxies
L'any 2005, O'Reilly va interpretar la jove Mon Mothma a Star Wars: episodi III - La venjança dels Sith, encara que la majoria de les seves escenes van ser finalment tallades. Les escenes es van incloure com a material addicional per al llançament del DVD de 2005. El 2016, va repetir el seu paper de Mon Mothma a Rogue One: A Star Wars Story i va donar veu al mateix personatge al programa de televisió animat Star Wars Rebels a principis del 2017. L'abril de 2020, es va revelar que tornava a repetir el seu paper de Mon Mothma a la sèrie de Disney + Andor que es va estrenar el setembre de 2022. Va torna al paper a la sèrie de Disney + Ahsoka el 2023.

### Televisió
A la televisió, la primera aparició d'O'Reilly va ser l'any 2001 a la sèrie de televisió canadenca BeastMaster com a estrella convidada a "Slayer's Return". L'any següent O'Reilly va aparèixer a Young Lions com a Kimberly Oswald a l'episodi "Asylum Seekers". Aleshores, O'Reilly va aparèixer com a personatge destacat a All Saints del 2002 al 2005 com a Leanne Curtis. Del 2011 al 2014, O'Reilly va aparèixer a la sèrie Episodes com a personatge recurrent al costat de Matt LeBlanc. Més tard, el 2014, O'Reilly va aparèixer a la minisèrie de televisió The Honorable Woman com a Frances Pirsig. El 2015, O'Reilly va aparèixer a la sèrie de televisió de la BBC Banished com a Mary Johnson. El 2016, O'Reilly va aparèixer al drama britànic The Secret del qual va obtenir elogis i es va informar que interpretava el seu personatge "amb molt de gust". A Austràlia va interpretar a Leanne Curtis al drama mèdic All Saints. També va protagonitzar al costat de Tim Roth a Tin Star.
Des que es va traslladar al Regne Unit, O'Reilly ha protagonitzat la minisèrie política The State Within, va interpretar a la princesa Diana al docudrama de televisió del 2007 Diana: Last Days of a Princess i va fer el paper principal a The Time of Your Life. Va interpretar l'oficial d'enllaç de la CIA Sarah Caulfield a la vuitena sèrie del drama de la BBC Spooks. Va interpretar a Julie Rees a Harbinger, S9:E1&2 de Waking the Dead. O'Reilly també va interpretar el personatge de Michelle Beadley al remake de The Day of the Triffids que es va emetre a BBC One el desembre de 2009.
El juny de 2013, O'Reilly va aparèixer a l'episodi pilot del drama criminal internacional Crossing Lines com a detectiu i especialista en interrogatoris Sienna Pride, adjunta a l'equip de l'ICC de Scotland Yard britànic.
A principis del 2015, O'Reilly va interpretar Mary Johnson a Banished de Jimmy McGovern, un drama de televisió centrat en els condemnats britànics en una colònia penal australiana.
El 2015, O'Reilly va interpretar la doctora Elishia McKellar, en un drama paranormal australià Glitch, ambientat a una petita ciutat rural fictícia anomenada Yoorana. La primera temporada de la sèrie amb 6 episodis va guanyar grans premis. La segona temporada es va emetre a ABC1 i Netflix a finals del 2017.

## Filmografia
| Any  | Títol                                         | Paper                                | Notes              |        |
| ---- | --------------------------------------------- | ------------------------------------ | ------------------ | ------ |
| 2003 | The Matrix Reloaded                           | Oficial Wirtz                        |                    |        |
| 2003 | The Matrix Revolutions                        | Oficial Wirtz                        |                    |        |
| 2004 | Cyber Wars                                    | Dash MacKenzie                       |                    |        |
| 2004 | Right Here Right Now                          | Noia de la pizza                     |                    |        |
| 2005 | Star Wars: Episode III: La venjança dels Sith | Mon Mothma                           | Escenes esborrades | [ 15 ] |
| 2009 | The Young Victoria                            | Lady Flora Hastings                  |                    |        |
| 2010 | Forget Me Not                                 | Eve Fisher                           |                    |        |
| 2015 | Supervivent                                   | Lisa Carr                            |                    |        |
| 2016 | La llegenda de Tarzan                         | Alice Clayton, Contessa de Greystoke |                    |        |
| 2016 | Rogue One: A Star Wars Story                  | Mon Mothma                           |                    | [ 16 ] |
| 2017 | The Snowman                                   | Birte Becker                         |                    |        |
| 2019 | Tolkien                                       | Mrs. Smith                           |                    |        |
| 2021 | The Dry                                       | Gretchen                             |                    |        |

### Televisió
| Any          | Títol                                 | Paper                          | Notes                                                                                | Ref.   |
| ------------ | ------------------------------------- | ------------------------------ | ------------------------------------------------------------------------------------ | ------ |
| 2001         | BeastMaster                           | Nagha                          | Episodi: "Slayer's Return"                                                           |        |
| 2002         | Young Lions                           | Kimberly Oswald                | Episodi: "Asylum Seekers"                                                            |        |
| 2002–2005    | All Saints                            | Leanne Curtis                  | Paper recurrent                                                                      |        |
| 2005         | The Incredible Journey of Mary Bryant | Alicia                         | Minisèrie                                                                            |        |
| 2005         | Second Chance                         | Susie Fulham                   | Telefilm                                                                             |        |
| 2005         | Life                                  | Shelly Deane                   | Telefilm                                                                             |        |
| 2006         | The State Within                      | Caroline Hanley                | Paper principal                                                                      |        |
| 2007         | The Time of Your Life                 | Kate                           | Paper principal                                                                      |        |
| 2007         | Diana: Last Days of a Princess        | Diana, Princess of Wales       | Docudrama                                                                            |        |
| 2009         | Spooks                                | Sarah Caulfield                | Paper recurrent                                                                      |        |
| 2009         | Waking the Dead                       | Julie Rees                     | Harbinger Temporada 9, Episodis 1 & 2                                                |        |
| 2009         | The Day of the Triffids               | Michelle Beadley               | Episodi: "Part 1"                                                                    |        |
| 2010         | New Tricks                            | Michelle Armstrong             | Episodi: "The Fourth Man"                                                            |        |
| 2010         | Law &amp; Order: UK                   | Claudia Martin                 | Episodi: "Skeletons"                                                                 |        |
| 2011         | Waking the Dead                       | Julie Rees                     | Episodi: "Harbinger: Parts 1 & 2"                                                    |        |
| 2011–2014    | Episodes                              | Jamie Lapidus                  | Paper recurrent                                                                      |        |
| 2012         | Midsomer Murders                      | Nina Morgan                    | Episodi: "A Rare Bird"                                                               |        |
| 2012         | The Last Weekend                      | Daisy                          | Minisèrie                                                                            |        |
| 2013         | Crossing Lines                        | Sienna Pride                   | Episodi: "Pilot: Parts 1 & 2"                                                        |        |
| 2014         | The Honourable Woman                  | Frances Pirsig                 | Minisèrie                                                                            |        |
| 2015         | Banished                              | Mary Johnson                   | Minisèrie                                                                            |        |
| 2015–2019    | Glitch                                | Elishia McKellar               | Paper principal                                                                      |        |
| 2016         | Endeavour                             | Annette Richardson             | Episodi: "Arcadia"                                                                   |        |
| 2016         | The Secret                            | Hazel Buchanan / Hazel Stewart | Minisèrie                                                                            |        |
| 2016         | The Fall                              | Joan Kinkead                   | Episodi: "His Troubled Thoughts"                                                     |        |
| 2017         | Star Wars Rebels                      | Mon Mothma                     | Veu; 5 episodis                                                                      | [ 17 ] |
| 2017–2020    | Tin Star                              | Angela                         | 25 episodis                                                                          |        |
| 2021         | Three Families                        | Rosie Fortress                 | Drama de dues parts de la BBC                                                        | [ 18 ] |
| 2022–present | Andor                                 | Mon Mothma                     | 9 episodis. Pendent—Premi Saturn a la millor actriu en una sèrie de televisió (2024) |        |
| 2023         | Ahsoka                                | Mon Mothma                     | 3 episodis                                                                           | [ 21 ] |

### Videojocs
| Any  | Títol       | Paper | Notes |
| ---- | ----------- | ----- | ----- |
| 2017 | Overwatch   | Moira |       |
| 2022 | Overwatch 2 | Moira |       |